# 苗穗分屯地
43°04′14″N 141°23′12″E / 43.070455308299955°N 141.38666152954102°E
苗穗分屯地（苗穂分屯地，なえぼぶんとんち、JGSDF Vice-Camp Naebo）是位于北海道札幌市東区苗穗町7-1-1，驻屯有北海道補給処苗穗支処等的陸上自衛隊島松駐屯地分屯地。
分屯地司令同时兼任苗穂支処長。

## 駐屯部隊・機関
- 〔陸上自衛隊〕
  - 北海道補給処苗穂支処
  - 第314基地通信中隊苗穂派遣隊
- 〔航空自衛隊〕（千歳基地）
  - 航空自衛隊第1補給処東京支処札幌分室

## 最近的交通干线
- 高速公路：道央自動車道 札幌IC
- 一般道：國道12號、国道275号、北海道道89号札幌環状線
- 鐵路運輸：JR北海道 苗穗車站
- 港口：
- 飛行場：札幌飛行場（官民共用）